# Contea di Chambers (Texas)
La contea di Chambers (in inglese Chambers County) è una contea dello Stato delTexas, negli Stati Uniti. Al censimento del 2000 la popolazione era di 26.031 abitanti. Il capoluogo di contea è Anahuac e la contea deriva il suo nome da Thomas Jefferson Chambers, uno dei primi avvocati texani.

## Geografia fisica
Lo United States Census Bureau certifica che l'estensione della contea è di 2.258 km², di cui 1.552 km² composti da terra e 706 km² composti di acqua.

## Infrastrutture e trasporti

### Strade
- Interstate 10
- State Highway 61
- State Highway 65
- State Highway 99 (Grand Parkway)
- State Highway 146

## Contee confinanti
- Contea di Liberty, Texas - nord
- Contea di Jefferson, Texas - est
- Contea di Galveston, Texas - sud-ovest
- Contea di Harris, Texas - ovest

## Storia
La contea è stata istituita nel 1858 ed è stata formata da parte dei territori delle contee di Liberty e Jefferson.

## Città
| - Anahuac - Baytown - Beach City - Cove | - Hankamer - Highlands - Mont Belvieu - Old River-Winfree | - Shoreacres - Stowell - Wallisville - Winnie |